# Divisió del cristianisme
El cristianisme s'ha dividit en diferents esglésies o denominacions que comparteixen un nucli de creences comunes. El terme denominacions acostuma a reservar-se per les divisions protestants. Algunes divisions han estat considerades com a heretgia pel corrent principal però la majoria s'anomenen els autèntics cristians. Les divisions obeeixen a motius teològics, polítics i culturals.
La principal divisió és entre esglésies orientals i occidentals, a partir del Gran Cisma d'Orient. Les orientals inclouen el cristianisme ortodox en totes les seves variants i els nestorians o assiris. Les occidentals es divideixen en dues branques, el catolicisme i el protestantisme. Dins d'aquest darrer grup hi ha les denominacions, fins a vuit grans grups (amb esglésies en el seu si segons la zona). Alguns restaturacionistes són inclosos dintre el protestantisme, però ells solen rebutjar aquesta classificació i afirmen ser una tercera branca dins el gran grup occidental. Per acabar, hi ha grups que s'autodenominen cristians però que no són reconeguts com a tals per la resta de confessions o antics cultes ja desapareguts, com el gnosticisme.

## Cronologia de les divisions
La primera divisió va ser la nestoriana, a partir del Concili d'Efes (431). Anteriorment hi havia hagut discrepàncies doctrinals, però els grups que van separar-se del corrent principal no van sobreviure. El nestorianisme proclama que Jesús té dues persones, una divina i una humana. El principal conflicte sembla que va ser lingüístic, derivat del concepte de persona i de la diferent traducció en arameu i en llatí. Els cristians oficialistes van argumentar que es queia en el dualisme admetent aquestes persones, que eren només dos aspectes d'una sola natura perquè Crist és alhora un home i fill de Déu segons la doctrina de l'Encarnació.
La segona divisió va tenir lloc durant el Concili de Calcedònia (451), com a reacció contra la primera. Els teòlegs argumentaven que Jesús tenia dues natures però que la humana quedava supeditada a la primera, fins que van caure en el monofisisme. Les pugnes per la primacia entre Constantinoble i Alexandria, amb amenaces d'excomunió i intervencions de l'emperador incloses, van desembocar en una separació a l'església. El corrent central els continua anomenant monofisistes i els condemna per heretgia, però ells s'anomenen cristians ortodoxos orientals i la seva capital espiritual està a Alexandria.
El 1054 va tenir lloc el Gran Cisma d'Orient, que continuava definint la naturalesa de Jesús però que va tenir sobretot causes culturals i de poder. Els orientals rebutjaven el paper dominador del papat romà i es van escindir formant el cristianisme ortox actual, amb seu a Constantinoble. El culte està molt més influït per la tradició grega que no pas les comunitats judeoromanes occidentals. Aquesta església accepta l'existència de diferents patriarques regionals, iguals en importància. Un petit grup va tornar a unir-se al catolicisme (serien els catòlics de ritu oriental).
L'església occidental va patir una sèrie de petites escissions, considerades herètiques i destruïdes, com els valdenses o els càtars. Però la gran divisió va ser amb l'adveniment de les tesis de Martí Luter en 1517, qui en principi volia reformar l'església, no fundar una denominació diferent però que va acabar amb la separació de tot Europa en dues meitats, essent la del nord majoritàriament seguidora del protestantisme i la del sud fidel al catolicisme. De nou, les pugnes entre els diversos reis van ajudar a l'enfrontament doctrinal i el continent es va veure immers en una sèrie de guerres.
Els protestants no formen un cos únic, a diferència de les altres esglésies, i això explica la gran diversitat de moviments al seu interior, amb l'afany comú de seguir les Escriptures i tornar a un cristianisme "autèntic", que per a ells s'hauria desvirtuat amb el pas dels anys.